# Jay (Florida)
Jay es un pueblo ubicado en el condado de Santa Rosa en el estado estadounidense de Florida. En el Censo de 2010 tenía una población de 533 habitantes y una densidad poblacional de 122,71 personas por km².

## Geografía
Jay se encuentra ubicado en las coordenadas 30°57′1″N 87°9′8″O / 30.95028, -87.15222. Según la Oficina del Censo de los Estados Unidos, Jay tiene una superficie total de 4.34 km², de la cual 4.34 km² corresponden a tierra firme y (0%) 0 km² es agua.

## Demografía
Según el censo de 2010, había 533 personas residiendo en Jay. La densidad de población era de 122,71 hab./km². De los 533 habitantes, Jay estaba compuesto por el 95.12% blancos, el 0.75% eran afroamericanos, el 1.69% eran amerindios, el 0.94% eran asiáticos, el 0% eran isleños del Pacífico, el 0% eran de otras razas y el 1.5% pertenecían a dos o más razas. Del total de la población el 2.06% eran hispanos o latinos de cualquier raza.